# Nenad Petrović
|   | a                                                                                                  | b                                                                                                  | c                                                                                                  | d                                                                                                  | e                                                                                                  | f                                                                                                  | g                                                                                                  | h                                                                                                  |   |
| 8 | b7 white queen · d7 white king · h7 black knight · b6 white bishop · b5 black king · b2 white pawn | b7 white queen · d7 white king · h7 black knight · b6 white bishop · b5 black king · b2 white pawn | b7 white queen · d7 white king · h7 black knight · b6 white bishop · b5 black king · b2 white pawn | b7 white queen · d7 white king · h7 black knight · b6 white bishop · b5 black king · b2 white pawn | b7 white queen · d7 white king · h7 black knight · b6 white bishop · b5 black king · b2 white pawn | b7 white queen · d7 white king · h7 black knight · b6 white bishop · b5 black king · b2 white pawn | b7 white queen · d7 white king · h7 black knight · b6 white bishop · b5 black king · b2 white pawn | b7 white queen · d7 white king · h7 black knight · b6 white bishop · b5 black king · b2 white pawn | 8 |
| 7 | b7 white queen · d7 white king · h7 black knight · b6 white bishop · b5 black king · b2 white pawn | b7 white queen · d7 white king · h7 black knight · b6 white bishop · b5 black king · b2 white pawn | b7 white queen · d7 white king · h7 black knight · b6 white bishop · b5 black king · b2 white pawn | b7 white queen · d7 white king · h7 black knight · b6 white bishop · b5 black king · b2 white pawn | b7 white queen · d7 white king · h7 black knight · b6 white bishop · b5 black king · b2 white pawn | b7 white queen · d7 white king · h7 black knight · b6 white bishop · b5 black king · b2 white pawn | b7 white queen · d7 white king · h7 black knight · b6 white bishop · b5 black king · b2 white pawn | b7 white queen · d7 white king · h7 black knight · b6 white bishop · b5 black king · b2 white pawn | 7 |
| 6 | b7 white queen · d7 white king · h7 black knight · b6 white bishop · b5 black king · b2 white pawn | b7 white queen · d7 white king · h7 black knight · b6 white bishop · b5 black king · b2 white pawn | b7 white queen · d7 white king · h7 black knight · b6 white bishop · b5 black king · b2 white pawn | b7 white queen · d7 white king · h7 black knight · b6 white bishop · b5 black king · b2 white pawn | b7 white queen · d7 white king · h7 black knight · b6 white bishop · b5 black king · b2 white pawn | b7 white queen · d7 white king · h7 black knight · b6 white bishop · b5 black king · b2 white pawn | b7 white queen · d7 white king · h7 black knight · b6 white bishop · b5 black king · b2 white pawn | b7 white queen · d7 white king · h7 black knight · b6 white bishop · b5 black king · b2 white pawn | 6 |
| 5 | b7 white queen · d7 white king · h7 black knight · b6 white bishop · b5 black king · b2 white pawn | b7 white queen · d7 white king · h7 black knight · b6 white bishop · b5 black king · b2 white pawn | b7 white queen · d7 white king · h7 black knight · b6 white bishop · b5 black king · b2 white pawn | b7 white queen · d7 white king · h7 black knight · b6 white bishop · b5 black king · b2 white pawn | b7 white queen · d7 white king · h7 black knight · b6 white bishop · b5 black king · b2 white pawn | b7 white queen · d7 white king · h7 black knight · b6 white bishop · b5 black king · b2 white pawn | b7 white queen · d7 white king · h7 black knight · b6 white bishop · b5 black king · b2 white pawn | b7 white queen · d7 white king · h7 black knight · b6 white bishop · b5 black king · b2 white pawn | 5 |
| 4 | b7 white queen · d7 white king · h7 black knight · b6 white bishop · b5 black king · b2 white pawn | b7 white queen · d7 white king · h7 black knight · b6 white bishop · b5 black king · b2 white pawn | b7 white queen · d7 white king · h7 black knight · b6 white bishop · b5 black king · b2 white pawn | b7 white queen · d7 white king · h7 black knight · b6 white bishop · b5 black king · b2 white pawn | b7 white queen · d7 white king · h7 black knight · b6 white bishop · b5 black king · b2 white pawn | b7 white queen · d7 white king · h7 black knight · b6 white bishop · b5 black king · b2 white pawn | b7 white queen · d7 white king · h7 black knight · b6 white bishop · b5 black king · b2 white pawn | b7 white queen · d7 white king · h7 black knight · b6 white bishop · b5 black king · b2 white pawn | 4 |
| 3 | b7 white queen · d7 white king · h7 black knight · b6 white bishop · b5 black king · b2 white pawn | b7 white queen · d7 white king · h7 black knight · b6 white bishop · b5 black king · b2 white pawn | b7 white queen · d7 white king · h7 black knight · b6 white bishop · b5 black king · b2 white pawn | b7 white queen · d7 white king · h7 black knight · b6 white bishop · b5 black king · b2 white pawn | b7 white queen · d7 white king · h7 black knight · b6 white bishop · b5 black king · b2 white pawn | b7 white queen · d7 white king · h7 black knight · b6 white bishop · b5 black king · b2 white pawn | b7 white queen · d7 white king · h7 black knight · b6 white bishop · b5 black king · b2 white pawn | b7 white queen · d7 white king · h7 black knight · b6 white bishop · b5 black king · b2 white pawn | 3 |
| 2 | b7 white queen · d7 white king · h7 black knight · b6 white bishop · b5 black king · b2 white pawn | b7 white queen · d7 white king · h7 black knight · b6 white bishop · b5 black king · b2 white pawn | b7 white queen · d7 white king · h7 black knight · b6 white bishop · b5 black king · b2 white pawn | b7 white queen · d7 white king · h7 black knight · b6 white bishop · b5 black king · b2 white pawn | b7 white queen · d7 white king · h7 black knight · b6 white bishop · b5 black king · b2 white pawn | b7 white queen · d7 white king · h7 black knight · b6 white bishop · b5 black king · b2 white pawn | b7 white queen · d7 white king · h7 black knight · b6 white bishop · b5 black king · b2 white pawn | b7 white queen · d7 white king · h7 black knight · b6 white bishop · b5 black king · b2 white pawn | 2 |
| 1 | b7 white queen · d7 white king · h7 black knight · b6 white bishop · b5 black king · b2 white pawn | b7 white queen · d7 white king · h7 black knight · b6 white bishop · b5 black king · b2 white pawn | b7 white queen · d7 white king · h7 black knight · b6 white bishop · b5 black king · b2 white pawn | b7 white queen · d7 white king · h7 black knight · b6 white bishop · b5 black king · b2 white pawn | b7 white queen · d7 white king · h7 black knight · b6 white bishop · b5 black king · b2 white pawn | b7 white queen · d7 white king · h7 black knight · b6 white bishop · b5 black king · b2 white pawn | b7 white queen · d7 white king · h7 black knight · b6 white bishop · b5 black king · b2 white pawn | b7 white queen · d7 white king · h7 black knight · b6 white bishop · b5 black king · b2 white pawn | 1 |
|   | a                                                                                                  | b                                                                                                  | c                                                                                                  | d                                                                                                  | e                                                                                                  | f                                                                                                  | g                                                                                                  | h                                                                                                  |   |

Nenad Petrović (Zagreb, 9. rujna 1907. – Zagreb, 9. studenog 1989.), hrvatski problemist (šahist).
Nenad Petrović je bio jedan od najznačajnijih hrvatskih i jugoslavenskih pa i svjetskih problemista. Petrović je 1947. dobio titulu velemajstora šahovske kompozicije čime je postao prvi hrvatski i jugoslavenski šahovski problemist s titulom velemajstora u problemskom šahu. Bio je svjetski prvak u rješavanju šahovskih problema (1947, 1965. i 1974.). 
Napisao je problemske knjige Šahovski problem (1949.) i Problemi Sama Loyda (1985.). Bio je urednik problemskog djela Šahovskog glasnika od njegova osnutka 1925. do 1959. godine. 1951. je pokrenuo problemski časopis Problem koji je 1952. postao službeno glasilo Stalne komisije FIDE za problemski šah (FIDE-PCCC). U Problemu je do gašenja magazina 1981. okupljao vodeće svjetske kompozitore i teoretičare. 
Od 1956. Petrović je bio potpredsjednik internacionalne komisije za problemski šah, a nakon smrti J.R. Neukomma postao je predsjednik problemske komisije FIDE. Kao predsjednik provodi ideje o stvaranju međunarodne organizacije problemista, organizirajući u Piranu 1958. prvi svjetski kongres problemista, koji se od tada održavaju redovito svake godine u raznim državama.
Tvorac je i Kodeksa problemskog šaha kojeg je objavio na Piranskom kongresu 1958., kojeg je sam i organizirao, te je pokretač i realizator prvih 13 svezaka Albuma FIDE koji obuhvaćaju izabrane probleme vrhunskog stvaralaštva u periodu od 1914. – 1982. 
Petrović je 1974. proglašen doživotnim počasnim predsjednikom PCCC FIDE te doživotnim počasnim članom FIDE.
Kao kompozitor, Petrović je objavio oko 650 problema od kojih je u Albume FIDE uvršten 121, što ukazuje na kvalitetu njegova stvaralaštva. Postavivši mnoge nedostižne rekorde u kompoziciji, taskove, privrijedio si je nadimak – Čovjek taskova.
1947. je sastavio kompoziciju s najvećim brojem različitih matova u jednom potezu (105); koristeći 18 figura. Kasnije je taj broj izjednačio Anthony Stewart Mackay Dickens, ali s jednom figurom manje.
Njegov mat u 270 poteza je najduža točna kompozicija za ortodoksni problem mata u najviše poteza.

1.Da6! Kxa6 2.Kc6 S~ 3. b4 S~ 4.b5#
1. ... Kb4 2.Dd3 Sf6+ 3.Kc6 S~ Db5#

## Vanjske poveznice
- http://www.softdecc.com/pdb/search.pdb?expression=A='Petrovic,Nenad' Arhivirana+inačica+izvorne+stranice+od+28.+rujna+2007.+(Wayback+Machine)
- http://www.problemonline.com/petrovic/petrovic.htm